# Земляне (Тавдинський міський округ)
Земляне́ (рос. Земляное) — селище у складі Тавдинського міського округу Свердловської області.
Населення — 35 осіб (2010, 127 у 2002).
Національний склад населення станом на 2002 рік: росіяни — 97 %.